# Manoir de la Possonnière

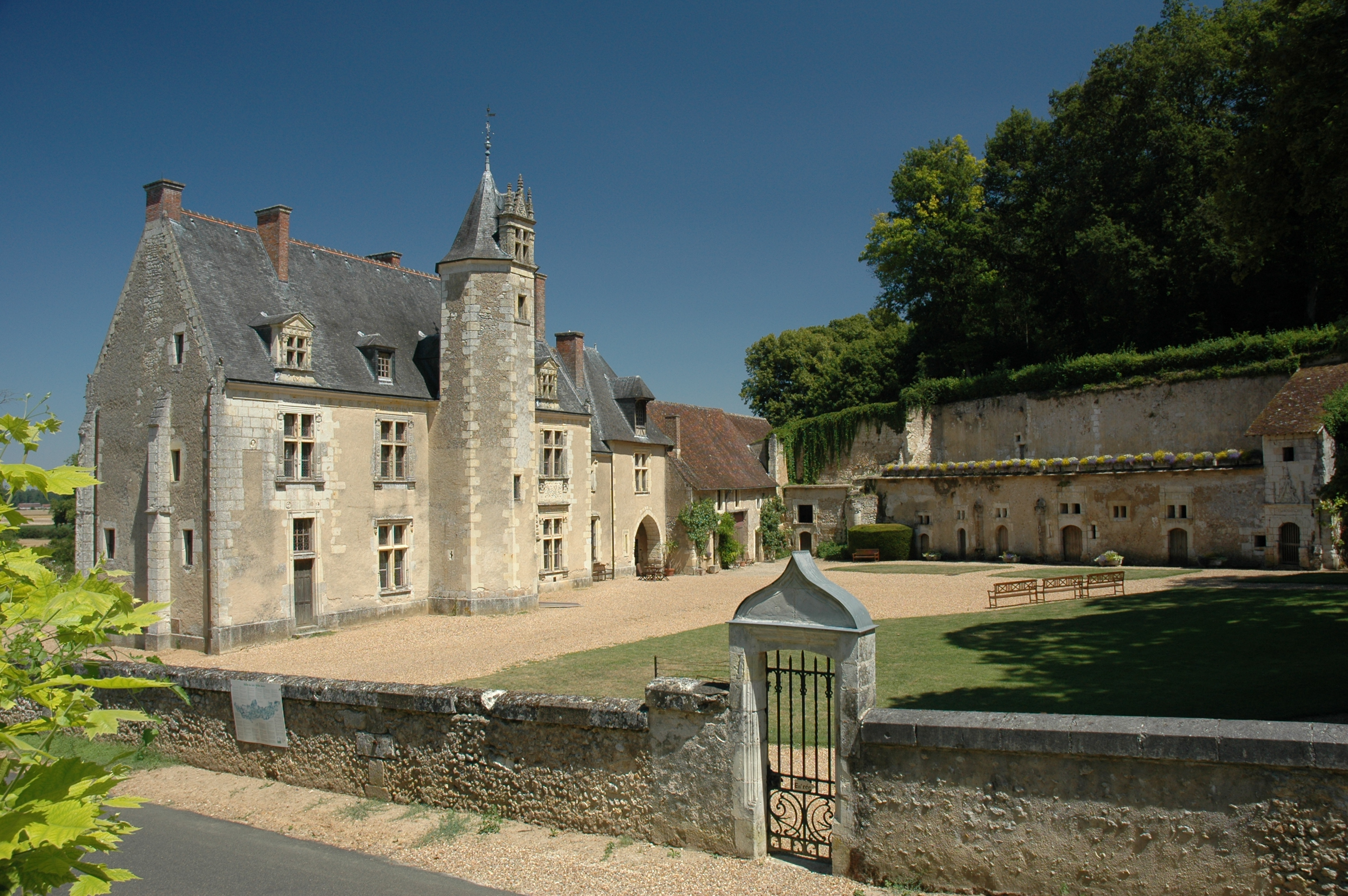
Hoofdgebouw (rechts) en rotskelders (links)

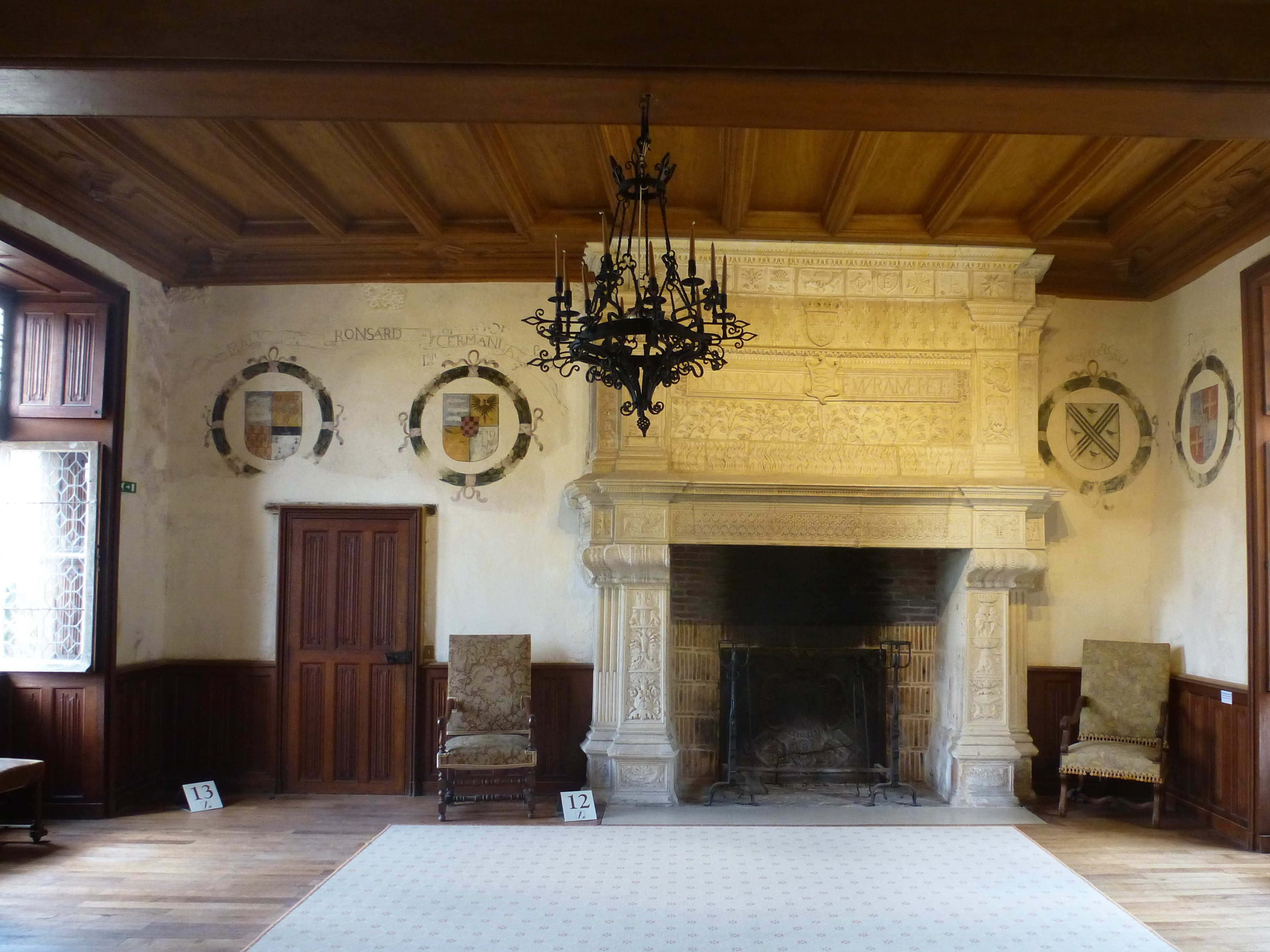
Interieur met renaissanceschouw en wapenschilden

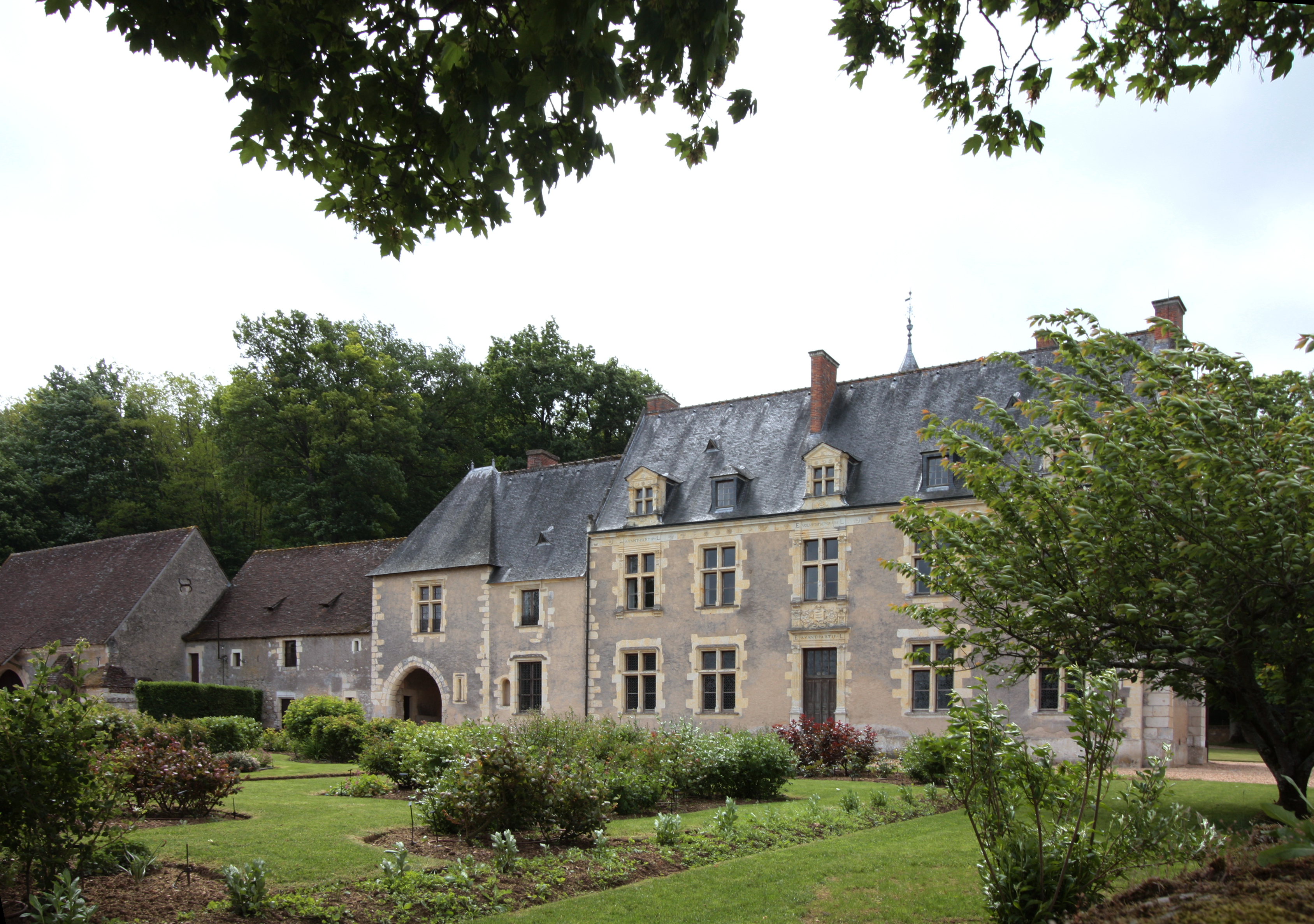
Noordkant

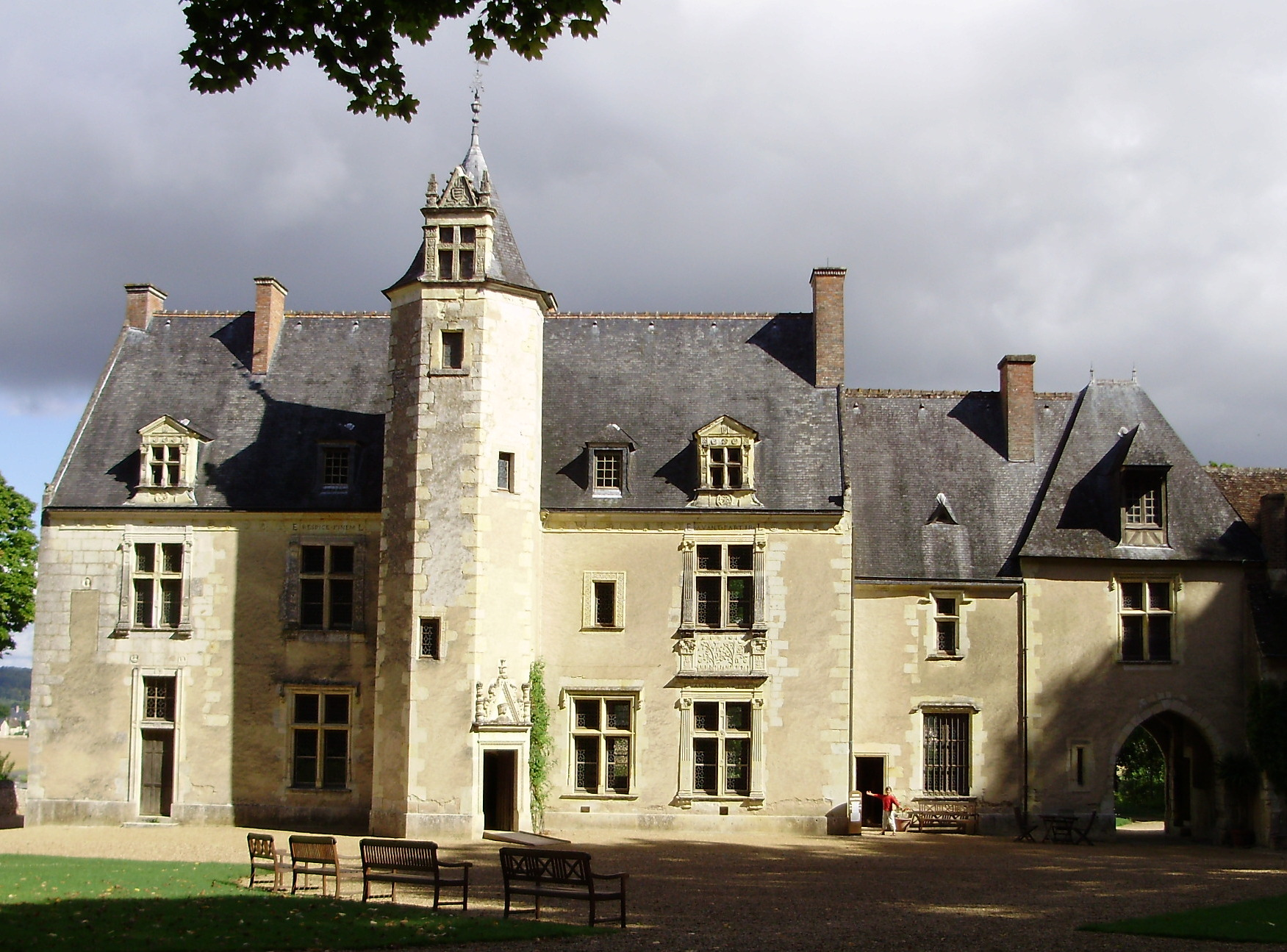
Zuidgevel

De Manoir de la Possonnière is een renaissancekasteeltje in de Franse gemeente Vallée-de-Ronsard in het departement Loir-et-Cher. Als geboorteplaats van de dichter Pierre de Ronsard maakt het deel uit van de Maisons des Illustres. Sinds 1862 is het beschermd als monument historique.

## Geschiedenis
Het kasteel, nabij het dorp Couture, was de zetel van de heerlijkheid van de familie Ronsard. Zij waren jachtopzichters (sergents-fieffés) van de graven van Vendôme. In de 14e eeuw richtten ze hier een in de rotsen uitgehouwen kasteel op, waarvan nog minieme resten zichtbaar zijn. Omstreeks 1480 liet Olivier de Ronsard, schenk van koning Lodewijk XI, het hoofdgebouw met het achthoekige torentje optrekken. 
Zijn zoon Loys (Louis) de Ronsard ging vechten in de Oorlog van de Liga van Kamerijk onder koning Frans I en maakte daar kennis met de Italiaanse renaissance. Bij zijn terugkomst na de Slag bij Marignano (1515) decoreerde hij zijn residentie in deze stijl, wat de eerste manifestatie ervan was in het Loiredal. Overal liet hij geleerde spreuken aanbrengen. Ook voegde hij in 1536 een kapel en een zijvleugel toe, die nadien weer zijn gesloopt.
De dichter Pierre de Ronsard werd in 1524 geboren in La Possonnière en bracht er zijn kindertijd door, maar als jongere zoon erfde hij het domein niet. Zijn neef Louis de Ronsard was de laatste eigenaar uit de familie.
In de jaren 1850 werd het kasteel gerestaureerd door Eugène Fanost. Kort daarna volgde erfgoedbescherming.
In 1987 stelde eigenaar Bernad Hallopeau La Possonnière open voor het publiek. In 2000 kwam het domein in handen van de regionale overheid. André Eve zorgde in 2004 voor een rozentuin. De tuinen zijn in 2019-2020 heraangelegd door de landschapsarchitect Hugues Aufranc in een vrije interpretatie van de renaissance.

## Voetnoten
1. ↑  Maison natale de Pierre de Ronsard, Territoires Vendômais (bezocht 20 augustus 2025)
2. ↑  Manoir de la Possonnière: entrée gratuite pour les habitants du Loir-et-Cher, Le Petit Courrier - L'Écho du Val de Loire, 9 september 2024
3. 1 2  Château de la Possonnière, dit aussi Château de Ronsard, Base Mérimée (bezocht 20 augustus 2025)
4. ↑  Séverine Fraisse, Pierre de Ronsard. Il était une fois un poète vendômois, 2024, p. 16
5. ↑  Séverine Fraisse, Pierre de Ronsard. Il était une fois un poète vendômois, 2024, p. 16
6. ↑  Séverine Fraisse, Pierre de Ronsard. Il était une fois un poète vendômois, 2024, p. 16